# توم رايت (لاعب كريكت)
توم رايت (1 مايو 1983 - )  (بالإنجليزية: Tom Wright)‏ هو لاعب كريكت بريطاني.